# Pteris enderi
Pteris enderi là một loài dương xỉ trong họ Pteridaceae. Loài này được Regel, Salom. mô tả khoa học đầu tiên năm 1883.
Danh pháp khoa học của loài này chưa được làm sáng tỏ. 